# Абдуллахі дан Фодіо
Абдулла́хі дан Фо́діо (Abdullahi dan Fodio; 1766—1828) — релігійно-політичний діяч Нігерії, мусульманський просвітник. Один з керівників повстання Османа дан Фодіо. Перший правитель емірату Гванду.
Народився в сім'ї богослова зі знатного фульбського роду торонкава. Здобув релігійну освіту під керівництвом старшого брата Османа. Брав активну участь у боротьбі панівної верхівки держави Гобір і створенні халіфата Сокото. Був головним радником (везиром) Османа дан Фодіо. Як везир у 1819—1828 роках управляв західною частиною Сокото.